# Luca Hänni
Pour les articles homonymes, voir Hänni.
Luca Hänni (né le 8 octobre 1994 à Berne) est un chanteur suisse, connu pour avoir remporté en 2012 la neuvième saison de Deutschland sucht den SuperStar, version allemande de Nouvelle Star,. Il représente la Suisse au Concours Eurovision de la chanson 2019 avec la chanson She Got Me, et se classe 4ème.

## Biographie

### Vie privée
Luca Hänni naît le 8 octobre 1994 à Berne. Il commence à apprendre la batterie alors qu'il est à l'école maternelle. À l'âge de neuf ans, il apprend à jouer de la guitare et du piano, en autodidacte. Après l'école, il commence à travailler en tant que maçon. Il arrêtera en 2012, pour démarrer une carrière musicale.
Depuis 2020, il entretient une relation avec sa compagne de danse de Let's Dance, Christina Luft. En août 2023, le couple s'est marié. En juin 2024, ils sont devenus parents d'une fille.

### Deutschland sucht den SuperStar(2012)

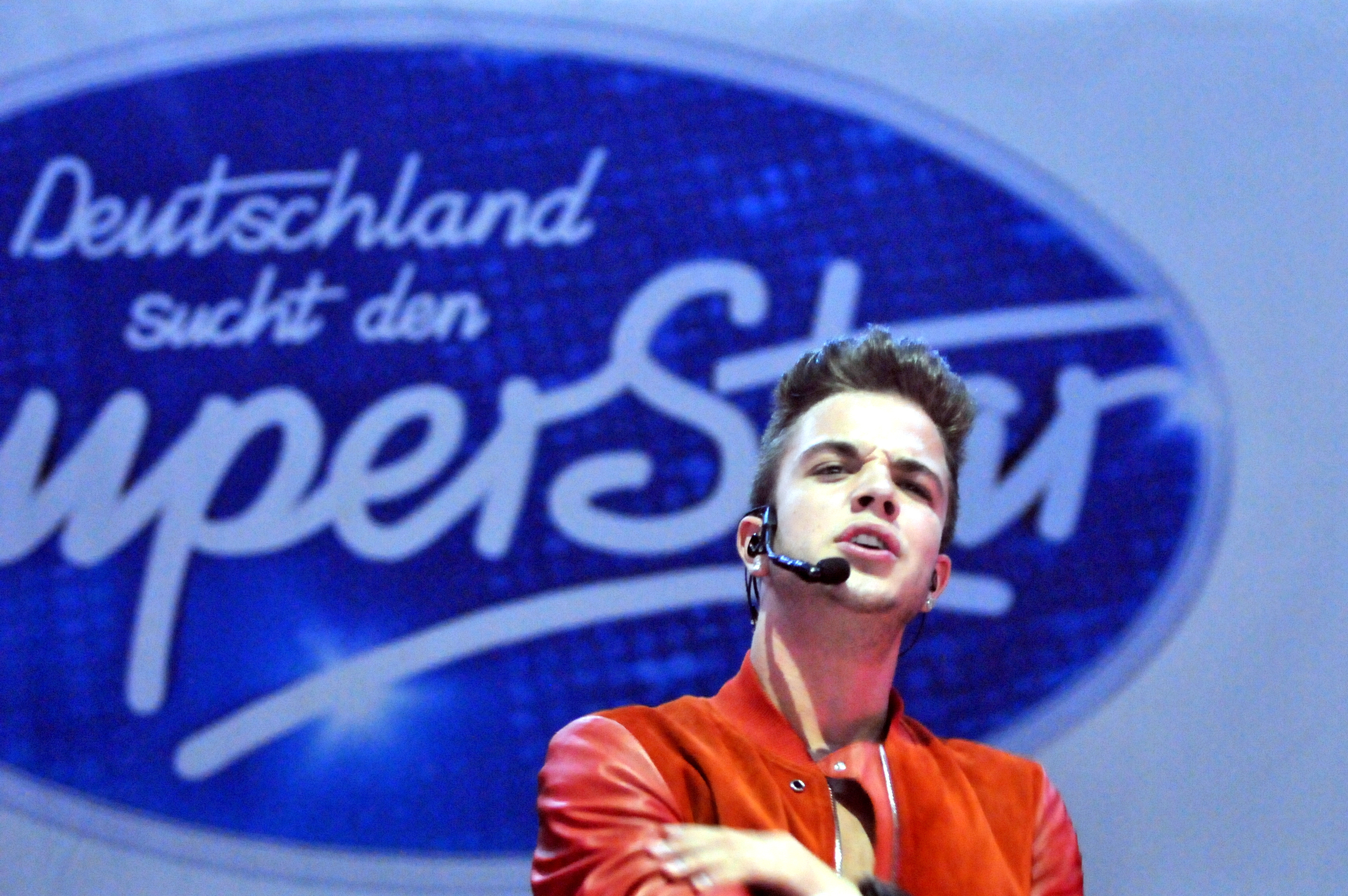
Luca Hänni en 2014.

Luca participe en 2012 à la neuvième saison de l'émission de télé-crochet Deutschland sucht den SuperStar. Il ira jusqu'à la finale, qui eut lieu le 28 avril. Il la remporte, avec 52,85% des suffrages, face au chanteur italien Daniele Negroni. Il reçoit comme récompense un prix de 500 000€, ainsi qu'un contrat avec Universal Music Group.

Cette victoire fait d'ailleurs de lui le premier candidat non-allemand à remporter l'émission, ainsi que le premier mineur (il avait alors 17 ans). Lui et le finaliste se sont en plus vus offrir une formation au permis de conduire, ainsi qu'une voiture.

### Carrière depuis 2012
Son premier single, Don't Think About Me, sort le 2 mai 2012. Il est composé par Dieter Bohlen et atteindra en quatre jours le statut de disque d'or en Suisse et atteint la première place des charts, toujours en Suisse, mais aussi en Autriche et en Allemagne. Cela fait de lui le premier suisse à atteindre la première place des charts allemands en 52 ans.
Son premier album, intitulé My name is Luca, sort le 18 mai de la même année. Il se classe premier dans les ventes d'albums en Suisse et en Autriche, où il obtient le statut de disque d'or, et deuxième en Allemagne.

Le 24 août de la même année, sort son deuxième single, I Will Die for You.

En mars 2013, il reçoit un Swiss Music Award dans la catégorie Révélation internationale de l'année. Il a également été nommé pour la récompense musicale allemande Echo, dans la catégorie Meilleur nouvel artiste international. Il a également reçu une nomination pour le Kids' Choice Award, catégorie Star préférée et remportera le prix.
Il sort son deuxième album, Living the Dream, en avril 2013. Il se classe premier des ventes d'albums en Suisse, huitième en Autriche et dix-septième en Allemagne.

En avril 2014 sort son album Dance Until We Die, qui arrive à la sixième place des ventes d'albums en Suisse. La même année, en collaboration avec l'association caritative allemande DKMS ("Centre de Donneurs de Moelle Osseuse d'Allemagne"), il écrit et sort le single Only One You. 
Il part aux États-Unis pendant un mois, de janvier à février 2015, pour préparer son quatrième album studio, When We Wake Up. Il sera produit à Los Angeles par le producteur suisse Fabian Egger, avec le soutien entre autres d'Andre Meritt (auteur-compositeur pour des artistes tels que Rihanna, Chris Brown ou Justin Bieber), et James Fauntleroy II.

### Concours de l'Eurovision (2019)
Lors de l'édition 2017 du Concours Eurovision de la chanson, il est porte-parole du jury suisse.
Il représente la Suisse au Concours Eurovision de la chanson 2019 avec la chanson She Got Me. Le 16 mai, il participe à la seconde demi-finale, où il se qualifie pour la finale du 18 mai. Il finit quatrième du concours avec un total de 364 points.

### Let's DanceetMasked Singer(2020)
En 2020 il participe à la 13e saison de Let's Dance, la version allemande de Danse avec les stars. Au bout de 12 semaines de compétition, il termine à la 3e place lors de la finale. 
En 2020 il devient enquêteur dans la première saison de The Masked Singer Switzerland.

## Discographie

### Albums studio
- 2012 : My Name is Luca
- 2013 : Living the Dream
- 2014 : Dance Until we Die
- 2015 : When We Wake Up

### Singles
- 2012 : Don't Think About Me
- 2012 : I Will Die for You
- 2013 : Shameless
- 2014 : I Can't Get No Sleep
- 2014 : Good Time
- 2014 : Only One You
- 2015 : Set The World on Fire
- 2015 : Wonderful
- 2017 : Powder
- 2018 : Signs
- 2019 : She Got Me
- 2019 : Bella Bella
- 2019 : Nebenbei
- 2020 : Nie mehr allein
- 2020 : Diamant